# Protojonesia
Protojonesia is een geslacht van uitgestorven kreeftachtigen uit de klasse van de Ostracoda (mosselkreeftjes).

## Soort
- Protojonesia limburgensis (Veen, 1936) Deroo, 1966 †